# USS Manta (SS-299)
Za druga plovila z istim imenom glejte USS Manta.
USS Manta (SS-299) je bila jurišna podmornica razreda balao v sestavi Vojne mornarice Združenih držav Amerike.